# Roser Poveda Pastor
Roser Poveda Pastor   (Barcelona, 10 de juny de 1933 - Barcelona, 25 d'octubre de 2021), més coneguda com la Rosor, va ser una activista del moviment veïnal de Nou Barris i de la lluita pels drets de les dones.

## Biografia
Va néixer a Barcelona l'any 1933.
Poveda va presidir l’Associació de Veïns del Turó de la Peira als anys 90, quan l'esfondrament al número 33 del carrer de Cadí va destapar el problema de l’aluminosi a la ciutat. Conjuntament amb Pilar Espuña va fundar la vocalia de dones de l’associació de veïns de Nou Barris. Més endavant es va encarregar de l‘àmbit de la dona dins la FAVB.
Va morir el 25 d'octubre de 2021. Entitats i veïns la recorden com una lluitadora incansable en la defensa dels drets socials i de les dones.